# Graphistylis dichroa
Graphistylis dichroa là một loài thực vật có hoa trong họ Cúc. Loài này được (Bong.) D.J.N.Hind mô tả khoa học đầu tiên năm 1993.